# Pseudophoxinus antalyae
Pseudophoxinus antalyae is een  straalvinnige vissensoort uit de familie van karpers (Cyprinidae). De wetenschappelijke naam van de soort is voor het eerst geldig gepubliceerd in 1992 door Bogutskaya.
De soort staat op de Rode Lijst van de IUCN als Onzeker, beoordelingsjaar 2006.